# FIFA Ballon d'Or 2012
Het FIFA Ballon d'Or Gala 2012 was de derde editie van de FIFA prijsuitreiking voor de beste voetballers en coaches van het jaar. De prijzen werden vergeven op 7 januari 2013 in Zürich. Lionel Messi werd verkozen tot beste speler van de wereld voor de vierde maal in successie.
Het gala werd gepresenteerd door voormalig Ballon d'Or winnaar Ruud Gullit en tv-journalist Kay Murray van Real Madrid TV en Fox Soccer Channel. Zij werden muzikaal ondersteund door singer-songwriter Amy Macdonald met haar band. De individuele prijzen werden onder andere uitgereikt door Luiz Felipe Scolari, Carlos Valderrama, Hope Solo en de destijdse FIFA-president Joseph Blatter, die tijdens de uitreiking van de FIFA Ballon d'Or werd bijgestaan door oud-voetballer en voormalig Ballon d'Or winnaar Fabio Cannavaro.

## Winnaars

### FIFA Ballon d'Or
De top drie genomineerden voor de FIFA Ballon d'Or 2012 waren:
| Nr. | Speler            | Club         | Stemmen |
| --- | ----------------- | ------------ | ------- |
| 1   | Lionel Messi      | FC Barcelona | 41,60%  |
| 2   | Cristiano Ronaldo | Real Madrid  | 23,68%  |
| 3   | Andrés Iniesta    | FC Barcelona | 10,91%  |

De volgende 20 voetballers waren ook genomineerd voor de FIFA Ballon d'Or 2012:
| Nr. | Speler             | Club                           | Stemmen |
| --- | ------------------ | ------------------------------ | ------- |
| 4   | Xavi               | FC Barcelona                   | 4,08%   |
| 5   | Radamel Falcao     | Atlético Madrid                | 3,67%   |
| 6   | Iker Casillas      | Real Madrid                    | 3,18%   |
| 7   | Andrea Pirlo       | Juventus                       | 2,66%   |
| 8   | Didier Drogba      | Chelsea / Shanghai Shenhua     | 2,60%   |
| 9   | Robin van Persie   | Arsenal / Manchester United    | 1,45%   |
| 10  | Zlatan Ibrahimović | AC Milan / Paris Saint-Germain | 1,24%   |
| 11  | Xabi Alonso        | Real Madrid                    | 1,09%   |
| 12  | Yaya Touré         | Manchester City                | 0,76%   |
| 13  | Neymar             | Santos                         | 0,61%   |
| 14  | Mesut Özil         | Real Madrid                    | 0,41%   |
| 15  | Wayne Rooney       | Manchester United              | 0,39%   |
| 16  | Gianluigi Buffon   | Juventus                       | 0,35%   |
| 17  | Sergio Agüero      | Manchester City                | 0,30%   |
| 18  | Sergio Ramos       | Real Madrid                    | 0,22%   |
| 19  | Manuel Neuer       | Bayern München                 | 0,21%   |
| 20  | Sergio Busquets    | FC Barcelona                   | 0,20%   |
| 21  | Gerard Piqué       | FC Barcelona                   | 0,11%   |
| 22  | Karim Benzema      | Real Madrid                    | 0,11%   |
| 23  | Mario Balotelli    | Manchester City                | 0,07%   |

### FIFA Women's World Player of the Year
De top drie genomineerden voor de FIFA Women's World Player of the Year 2012 waren:
| Nr. | Speler       | Club             | Stemmen |
| --- | ------------ | ---------------- | ------- |
| 1   | Abby Wambach | magicJack        | 20,67%  |
| 2   | Marta        | Tyresö FF        | 13,50%  |
| 3   | Alex Morgan  | Seattle Sounders | 10,87%  |

De volgende 7 voetbalsters waren ook genomineerd voor de FIFA Women's World Player of the Year 2012:
| Nr. | Speler             | Club                 | Stemmen |
| --- | ------------------ | -------------------- | ------- |
| 4   | Homare Sawa        | INAC Kobe Leonessa   | 10,85%  |
| 5   | Christine Sinclair |                      | 10,85%  |
| 6   | Carli Lloyd        |                      | 7,99%   |
| 7   | Camille Abily      | Lyon Ladies          | 7,70%   |
| 8   | Aya Miyama         | Okayama Yunogo Belle | 7,51%   |
| 9   | Miho Fukumoto      | Okayama Yunogo Belle | 7,32%   |
| 10  | Megan Rapinoe      | Seattle Sounders     | 2,89%   |

### FIFA World Coach of the Year for Men's Football
| Nr. | Coach              | Club         | Stemmen |
| --- | ------------------ | ------------ | ------- |
| 1   | Vicente del Bosque | Spanje       | 34,51%  |
| 2   | José Mourinho      | Real Madrid  | 20,49%  |
| 3   | Josep Guardiola    | FC Barcelona | 12,92%  |

### FIFA World Coach of the Year for Women's Football
| Nr. | Coach        | Club             | Stemmen |
| --- | ------------ | ---------------- | ------- |
| 1   | Pia Sundhage | Verenigde Staten | 28,59%  |
| 2   | Norio Sasaki | Japan            | 23,83%  |
| 3   | Bruno Bini   | Frankrijk        | 9,02%   |

### FIFA/FIFPro World XI
| Positie      | Speler            | Nationaliteit | Club            |
| ------------ | ----------------- | ------------- | --------------- |
| Doelman      | Iker Casillas     | Spanje        | Real Madrid     |
| Verdediger   | Daniel Alves      | Brazilië      | FC Barcelona    |
| Verdediger   | Sergio Ramos      | Spanje        | Real Madrid     |
| Verdediger   | Gerard Piqué      | Spanje        | FC Barcelona    |
| Verdediger   | Marcelo           | Brazilië      | Real Madrid     |
| Middenvelder | Xabi Alonso       | Spanje        | Real Madrid     |
| Middenvelder | Xavi              | Spanje        | FC Barcelona    |
| Middenvelder | Andrés Iniesta    | Spanje        | FC Barcelona    |
| Aanvaller    | Lionel Messi      | Argentinië    | FC Barcelona    |
| Aanvaller    | Radamel Falcao    | Colombia      | Atlético Madrid |
| Aanvaller    | Cristiano Ronaldo | Portugal      | Real Madrid     |

Dit was de eerste keer dat alle elf FIFPro World XI-spelers afkomstig waren uit dezelfde competitie (Primera División).

### FIFA Puskás Award
| Nr. | Speler         | Club            |
| --- | -------------- | --------------- |
| 1   | Miroslav Stoch | Fenerbahçe SK   |
| 2   | Radamel Falcao | Atletico Madrid |
| 3   | Neymar         | Santos          |

### FIFA Presidential Award
- Franz Beckenbauer[2]

### FIFA Fair Play Award
- Oezbeekse voetbalbond[2]